# Источнобразилска чачалака
Источнобразилска чачалака (лат. Ortalis araucuan) је врста птице из породице Cracidae. Насељава Атлантску шуму у источном Бразилу. Раније се сматрало да је то подврста пегаве чачалке.